# Sigrid Romero
Sigrid Romero, född 22 maj 1989, är en colombiansk bågskytt. Hon deltog vid olympiska sommarspelen 2008.